# Брезовиця (Маріянці)
45°38′ пн. ш. 18°19′ сх. д. / 45.64° пн. ш. 18.32° сх. д.
Брезовиця (хорв. Brezovica) — населений пункт у Хорватії, в Осієцько-Баранській жупанії у складі громади Маріянці.

## Населення
Населення за даними перепису 2011 року становило 53 осіб.
Динаміка чисельності населення поселення:

## Клімат
Середня річна температура становить 11,08 °C, середня максимальна – 25,29 °C, а середня мінімальна – -5,97 °C. Середня річна кількість опадів – 662 мм.
| Клімат поселення                              | Клімат поселення | Клімат поселення | Клімат поселення | Клімат поселення | Клімат поселення | Клімат поселення | Клімат поселення | Клімат поселення | Клімат поселення | Клімат поселення | Клімат поселення | Клімат поселення | Клімат поселення |
| Показник                                      | Січ.             | Лют.             | Бер.             | Квіт.            | Трав.            | Черв.            | Лип.             | Серп.            | Вер.             | Жовт.            | Лист.            | Груд.            |                  |
| Середній максимум, °C                         | 5,76             | 7,92             | 12,57            | 17,18            | 22,46            | 25,29            | 25,29            | 24,80            | 20,54            | 15,14            | 9,25             | 5,23             |                  |
| Середня температура, °C                       | −0,1             | 2,03             | 6,70             | 11,30            | 16,60            | 19,44            | 21,41            | 20,92            | 16,68            | 11,30            | 5,40             | 1,39             |                  |
| Середній мінімум, °C                          | −5,97            | −3,8             | 0,80             | 5,46             | 10,72            | 13,57            | 17,55            | 17,06            | 12,80            | 7,40             | 1,50             | −2,5             |                  |
| Норма опадів, мм                              | 41               | 37               | 39               | 51               | 62               | 85               | 63               | 61               | 51               | 57               | 64               | 51               |                  |
| Середньомісячна швидкість вітру, м/с          | 2.30             | 2.58             | 2.80             | 2.70             | 2.40             | 2.20             | 2.20             | 2.00             | 2.00             | 2.10             | 2.22             | 2.38             |                  |
| Середньомісячна сонячна радіація, кДж/м²·день | 4197             | 6940             | 10848            | 15379            | 19357            | 21524            | 22124            | 20242            | 14904            | 9201             | 4710             | 3496             |                  |
| --------------------------------------------- | ---------------- | ---------------- | ---------------- | ---------------- | ---------------- | ---------------- | ---------------- | ---------------- | ---------------- | ---------------- | ---------------- | ---------------- | ---------------- |
| Джерело:                                      |                  |                  |                  |                  |                  |                  |                  |                  |                  |                  |                  |                  |                  |